# Адам и Стева
„ Адам и Стева “ је фраза која потиче од конзервативног хришћанског слогана „Бог је створио Адама и Еву, а не Адама и Стеву“, који је намењен да сажето резимира аргументе Јудео-хришћанске Библије против геј сексуалних пракси или хомосексуалности . Претпоставка која стоји иза ове фразе је да библијски приказ стварања људских бића као мушко-женског пара илуструје природан или божански начин живота човечанства. Јавља се у некој хришћанској десничарској анти-ЛГБТ реторики .
Израз се појавио у знак протеста још 1977, што је поменуто у извештају информативне службе Њујорк Тајмс о митингу 19. новембра у Хјустону те године. Израз је коришћен у "Геј бару", епизоди Муаде емитоване 3. децембра 1977. Две године касније, Џери Фолвел дао је фрази шири тираж у извештају о Хришћанство Данас на конференцији за штампу. Израз је касније стекао одређену ноту и, када се користи да именује пар мушкараца у фикцијском делу, помаже им да се идентификују као припадници хомосексуалног пара (игра Павла Рудницка Најчаробнија прича икада, филм Адам &amp; Стева из 2005. и друга дела). Израз је употријебио посланик Демократске Унионистичке партије Давид Симпсон током расправе британске Куће о истосполном браку, мада је клизање језика који је првобитно говорио "у Еденском врту, били Адам и Стева" у почетку изазвало смех. у комори.
Изрази "Мадам и Ева", "Ана и Ева" ,"Ева и Милева","Ема и Ева" су чести слогани који се користе за описивање у вези са лезбијским везама.